# ウペンドラ・ヤーダブ
ウペンドラ・ヤーダブ（Upendra Yadav 1960年11月12日 - ）はネパールの政治家。プラチャンダ内閣の外相。
地域政党・「マデシ人権フォーラム」のコーディネーター（党首）。制憲議会議員。前外相。

## 経歴
ネパール南部・マデシの自治権拡大、連邦制の確立などを訴え、激しい運動を展開してきた（詳細はマデシ人権フォーラム参照）。元ネパール統一共産党、ネパール共産党毛沢東主義派党員。
細長いマデシ地方を一つの自治区にする、「一つのマデシ」を主張、賛否両論が分かれている。
2008年4月10日の制憲議会選挙では、当時のコイララ首相の娘・スジャータが立候補していたモラン郡第5小選挙区に立候補し、大差をつけて当選。この制憲議会選挙でマデシ人権フォーラムは52議席を獲得、第4党となり、他のマデシ系政党とともに、多党乱立する制憲議会内で無視できない影響力を持った。5月28日の第一回制憲議会では連邦共和制の採択に賛成した。制憲議会で主張が通らないと議事妨害に訴えている。
2008年7月の大統領選挙でははじめ、毛沢東主義派の推す、マデシ出身のラム・ラジャ・プラサド・シンを、フォーラムの立てた独自の副大統領候補を毛派が支持することを条件に支持するとしたが、毛派がこれに従わなかったとして支持を取り消し、ネパール会議派の推す同じくマデシ出身のラーム・バラン・ヤーダブの支持に回り、その代わり副大統領候補パラマーナンダ・ジャーを会議派と統一共産党に推してもらった。最終的に両者とも当選し、毛派は面目を失った。
8月15日の首相選挙では逆に統一共産党とともに毛派のプラチャンダを当選させ、連立与党となり、自らも外務大臣に就任した。